# Eje 3 Norte
El Eje 3 Norte es un eje vial y una de las principales avenidas de la Ciudad de México que atraviesa de Poniente a Oriente la ciudad, siendo una salida principal a algunas avenidas de vía rápida en el Oriente, norte y poniente de la ciudad.

## Características
Esta Avenida tiene distintos nombres con los cuales la conocen tanto lugareños, capitalinos y otros tantos de la zona metropolitana, considerada un enlace directo al norte y al poniente de la ciudad.

### Calzada San Isidro
El Primer tramo de esta importante avenida se encuentra en los límites con el municipio de Naucalpan, siendo una avenida de doble sentido delimitada por un camellón arbolado esto hasta el cruce con la Avenida Tezozómoc donde esta misma toma una forma radicalmente distinta siguiendo una arquitectura tipo desviación con 2 secciones de vía rápida y 2 laterales, siendo una de ellas dedicada para el sentido de autos aunque predominante para el Corredor Eje 2 Norte. Este tramo solo tiene otros 2 cruces importantes los cuales son con Calzada de las Armas y Calzada Renacimiento para compensar la falta de las vueltas inglesas, se permitió el uso de calles alternativas para poder completar el ingreso de los autobuses de transporte publico a la Calzada de la Naranja, y al Metro Camarones. Este mismo finaliza en Tezozómoc. Cruza el pueblo de San Miguel Amantla y San Pedro Xalpa.

### Tochtli/Santa Apolonia
Este segundo tramo recorre el pueblo de Santa Apolonia Tezcolco, compuesto por una calle de un solo sentido en 4 carriles, 2 de flujo y 2 de estacionamiento corriendo de poniente a oriente, siendo muy reducido el espacio a la vez teniendo problemas de tránsito en horas pico, carece de semáforos ya que solo tiene los semáforos de Tezozómoc, Centeotl y el del Metro Camarones. En este punto cruza el centro del pueblo donde sobre esta es la Parroquia de Santa Apolonia.  Este mismo finaliza en Ferrocarriles Nacionales.

### Manuel Acuña
Este tramo corre opuesto a Tochtli y Santa Apolonia (oriente-poniente). Corre alrededor de la Colonia Petrolera compuesto por una calle de un solo sentido en 4 carriles, 2 de flujo y 2 de estacionamiento corriendo de oriente a poniente, siendo muy reducido el espacio a la vez teniendo problemas de tránsito en horas pico, carece de semáforos ya que solo tiene los semáforos de Tezozómoc, Centeotl y el del Metro Camarones.

### 16 de Septiembre
Este tercer tramo marca la unión entre ambos sentidos. La Avenida, aquí anteriormente conocido como la Calzada Camarones, reduce su ancho al encontrarse en este tramo, siendo muy reducido el espacio a la vez teniendo problemas de tránsito en horas pico y durante algunas manifestaciones que afectan fuertemente a la avenida a la altura de Santa María Malinalco y superando este punto la fluidez comienza a ser más evidente hasta llegar al cruce con 22 de Febrero donde retoma el ancho estándar de eje vial. Cruza el centro de Azcapotzalco, corriendo en doble sentido desde el Metro Camarones hasta la Avenida 22 de Febrero.

### Calzada Camarones
Este cuarto tramo es la continuación de la Avenida 22 de Febrero por lo que se amplían los carriles divididos por un camellón arbolado y algunas pirámides de Azcapotzalco donde esta calzada cuenta con semáforos, puentes peatonales aparte de que cerca de esta zona están las colonias El Recreo, Sindicato Mexicano de Electricistas, San Bernabé y el modulo 7 de RTP. Corre en doble sentido desde 22 de Febrero hasta la Avenida de las Granjas (Eje 4 Poniente).

### Calzada Cuitláhuac
Este quinto tramo es la parte oriente-poniente de esta importante calzada que va desde Texcoco hasta Popotla siendo uno de los caminos mas antiguos de la CDMX por sus orígenes en tiempos de Hernán Cortes, corre en doble sentido dividido en un camellón con semáforos en vías importantes del norte de la ciudad, cruza la zona de Pical Pantaco,Ceylán, Voca 6 del IPN y la zona de La Raza. Esta avenida corre en las alcaldías Azcapotzalco y Gustavo A. Madero desde la Avenida de las Granjas (Eje 4 Poniente) en la colonia Jardin Azpeitia hasta la Avenida de los 100 Metros (Eje Central) en la colonia La Raza en la GAM, aqui se ubica aparte el Metrobús Cuitláhuac en el cruce con el Eje 1 Poniente, el metro La Raza de la línea 5 entre 100 metros e Insurgentes Norte.

### Ingeniero Alfredo Robles Domínguez
Este es el sexto tramo de este eje vial corriendo de oriente-poniente desde Avenida de los Insurgentes Norte hasta la Calzada de Guadalupe, se trata de una calle de la colonia Industrial donde hay poca cantidad de semáforos ya que el ultimo semáforo es de Leopoldo Auer hasta la calle Real del Monte donde de ahí son contados los semáforos. Debe su nombre al ingeniero Alfredo Robles.

### Noé
Este es el séptimo tramo de este eje vial corriendo de oriente-poniente desde la Calzada de Guadalupe hasta Ferrocarril  Hidalgo, se trata de una calle de la colonia Guadalupe Tepeyac, debe su nombre a Noé, un personaje bíblico nombrado en el Antiguo Testamento ya que la colonia tiene sus calles con nombres bíblicos.

### Ángel Albino Corzo
Este es el octavo tramo de este eje vial corriendo de oriente-poniente desde Ferrocarril  Hidalgo hasta Gran Canal del Desagüe, se trata de una avenida de doble sentido de la zona sur de la alcaldía Gustavo A. Madero, debe su nombre a Ángel Albino Corzo, un famoso político mexicano liberal que lucho junto a Juárez en la Guerra de Reforma y promulgo la Constitución de 1857 aparte de ser gobernador de Chiapas por seis ocasiones. 

### 506
A partir de este noveno y ultimo punto, la avenida pasa a ser un poco más fluida aun ser de un solo sentido que es de poniente a oriente en el tramo que sirve de límite entre la Colonia Casas Alemán y San Juan de Aragón teniendo cruces con varias avenidas importantes que conducen al pueblo aparte del Bosque de Aragón y la Avenida 608 donde localizamos la estación del metro Deportivo Oceanía de la línea B, y la zona de hospitales odontológicos de la UNAM, el cruce con Gran Canal del Desagüe tiene una ligera subida y bajada debido a la configuración del entubamiento de este río, asimismo podemos encontrar el aeropuerto internacional de la Ciudad de México AICM el cual ocupa el terreno que antes ocupaba el antiguo AICM.
La Avenida tiene una continuación natural para incorporarse a la Av. 608, sin embargo, ya no es considerada parte del Eje 3.

## Denominaciones
Estos son las denominaciones que se le han dado al Eje 3 Norte:
- Calzada San Isidro.
- Tochtli.
- Manuel Acuña .
- Santa Apolonia.
- 16 de Septiembre.
- Calz. Camarones.
- Av. Cuitláhuac.
- Alfredo Robles Domínguez.
- Noé.
- Ángel Albino Corzo / Oriente 101
- Avenida 506.

## Importancia
La avenida 3-A también es parte importante de la zona del eje 3 pues recibe la mayoría del tráfico proveniente del Estado de México con dirección a la Ciudad de México asimismo la Calzada San Isidro, y en parte el contraflujo libre del Eje 3 Norte en el tramo de la colonia Camarones son vías alternas para poder desfogar el tránsito de esta avenida.
Al igual que el Eje 4 Poniente, El Eje 3 Norte tiene una importancia muy acentuada dado que es uno de los accesos principales al Distrito Federal frecuentemente concurrido por gente de la zona metropolitana y de la misma capital.
También es usada por los habitantes de la delegación Azcapotzalco provenientes de la zona norponiente y por los transportistas pesados quienes se les dio esta avenida como opción para poder llegar a la autopista México-Texcoco.
Este mismo eje en conjunto con el Eje 2 y 3 Norte son las 2 vías más importantes que permiten un rápido acceso al centro de la ciudad de manera eficaz aunque mermado por el tráfico a ciertas horas del día.